# Ranunculus fasciculatus
Ranunculus fasciculatus là một loài thực vật có hoa trong họ Mao lương. Loài này được Sessé & Moc. miêu tả khoa học đầu tiên năm 1894.